# Semiothisa vasudeva
Semiothisa vasudeva là một loài bướm đêm trong họ Geometridae.